# António Rogério Gromicho Couceiro
António Rogério Gromicho Couceiro (Elvas, 13 de março de 1807 — Lisboa, 22 de julho de 1862) foi um oficial general do Exército Português e político, lente da Academia Politécnica do Porto, que, entre outras funções de relevo, foi governador civil do Distrito do Funchal, deputado às Cortes e Ministro e Secretário de Estado dos Negócios da Guerra do 22.º governo da Monarquia Constitucional, em funções de 8 de setembro de 1857 a 16 de março de 1859.

## Biografia
Nasceu em Elvas, filho de Joaquim Jerónimo Martins Couceiro e de Maria Benigna do Carmo Gromicho. Foi irmão do engenheiro José Anselmo Gromicho Couceiro, pioneiro dos transportes ferroviários em Portugal. Assentou praça a 11 de setembro de 1826 no Regimento de Infantaria n.º 16 e, destinado ao serviço naval, iniciou nesse ano a frequência do curso da Academia Real de Marinha.
Ainda aluno da Academia Real de Marinha aderiu ao ideário do liberalismo e participou na Belfastada em maio de 1828, tendo-se juntado no Porto aos defensores da causa liberal. No Porto foi integrado no Regimento de Cavalaria n.º 10, mas perante a derrota dos liberais foi obrigado a refugiar-se na Galiza, de onde partiu para Inglaterra, acabando integrado nas forças acantonadas no depósito de emigrados de Plymouth.
Quando as tropas liberais se agruparam na ilha Terceira, nos Açores, partiu para aquela ilha onde foi colocado como adido ao Batalhão de Artilharia n.º 1. Perante a falta de oficiais navais, em maio de 1831 passou para a Marinha de Guerra dos liberais e foi promovido a guarda-marinha. A 3 de outubro desse mesmo ano de 1831, foi promovido a segundo-tenente, passando a primeiro-tenente em 11 de outubro também de 1831.
Como oficial da Armada liberal, participou na campanha dos Açores e integrou o Exército Libertador que acompanhou D. Pedro IV no desembarque na Praia de Pampelido, em Mindelo, em 8 de julho de 1832. Continou nas forças navais dos liberais durante o Cerco do Porto, onde foi ferido quando fazia parte da guarnição do brigue-escuna Liberal, Em resultado desse ferimento, em julho de 1832 foi agraciado com a comenda da Ordem da Torre e Espada.
Voltou para os quadros do Exército em 1833, sendo integrado nos quadros da arma de Artilharia, no posto de primeiro-tenente, sendo promovido a capitão, em 25 de julho desse ano. Uma das missões de que foi incumbido, foi a construção do Forte do Duque de Bragança, na Torre de São Julião da Barra.
Após a assinatura da Convenção de Évora-Monte, em 1834, retomou os estudos na Escola do Exército e depois de concluído o curso de Artilharia, foi nomeado lente da Academia Politécnica do Porto. Em 26 de novembro de 1840 foi promovido a major, em 1 de julho de 1844 a tenente-coronel e em 29 de abril de 1851, a coronel. 
Em outubro de 1846, quando comandava o Regimento de Artilharia n.º 3, aderiu ao movimento da Patuleia e fez parte das tropas da Junta Governativa do Porto, tendo assumido o comando-geral dos Corpos Nacionais de Artilharia afectos ao movimento. Em maio de 1847 assumiu o comando da 2.ª brigada da expedição comandada por Francisco Xavier da Silva Pereira, o conde das Antas, que tentou romper o bloqueio feito por um esquadra inglesa à barra do Douro, para ir reforçar das tropas fiéis à Junta Governativa do Porto no sul de Portugal. A força acabou apresada e Gromicho Couceiro foi feito prisioneiro.
Terminada a guerra civil da Patuleia, foi amnistiado e continuou a sua carreira militar. Por decreto de 29 de setembro de 1852, foi graduado em brigadeiro. Em 1856 aceitou o cargo comandante militar da Madeira, acumulando com as funções de governador civil e director das Obras Públicas do Distrito do Funchal. Foi nomeado para as funções de governador civil a 12 de abril de 1856, tendo tomado posse a 1 de junho daquele ano. Pouco depois da sua posse a ilha da Madeira foi atingida por uma epidemia de cólera, o que exigiu do governador prontas providências. A epidemia de cólera morbus em quatro meses vitimaria quase de oito a dez mil pessoas, flagelo que viria a condicionar toda a sua atuação. O governador foi uma das figuras centrais no combate à epidemia, recebendo os maiores elogios pelo seu trabalho e, no final da epidemia, visitou algumas das freguesias da Madeira para localmente se inteirar do que se passara e, inclusivamente, a ilha do Porto Santo, o que muito poucos governadores haviam feito. A sua ação no governo do Distrito do Funchal fez de Couceiro uma verdadeira providência para a Madeira, tendo permanecido no arquipélago até 3 de setembro de 1857.
Quando chegou a Lisboa foi convidado a assumir a pasta de Ministro e Secretário de Estado dos Negócios da Guerra do 22.º governo da Monarquia Constitucional, tendo estado em funções de 8 de setembro de 1857 a 16 de março de 1859. Ao terminar as funções ministeriais passou à reforma com a patente de marechal-de-campo. Foi colocado como adido à Torre de Belém, a partir de 5 de julho de 1859.
A circunstância de ser Ministro da Guerra levou a máquina eleitoral do governo do Partido Histórico a lançar o seu nome nas listas para a Câmara dos Deputados aquando das eleições gerais de maio de 1858 para a legislatura de 1858-1859. Foi eleito por nada menos do que quatro círculos: Lisboa, Porto, Portalegre e Funchal, preferindo o círculo de Portalegre, próximo da sua terra natal e de onde obtivera mais votos. No Parlamento Gromicho Couceiro foi um deputado pouco afeito à tribuna e às lutas políticas, notando-se-lhe mesmo um certo apagamento.
Couceiro morreu em Lisboa, a 22 de julho de 1862, aos 55 anos de idade. Quando faleceu era Ministro de Estado honorário de Sua Majestade, tendo sido também agraciado com o grau de comendador da Ordem Militar de São Bento de Avis e da Ordem da Torre e Espada. O seu nome faz parte da toponímia da cidade do Funchal (Rua Brigadeiro Couceiro) e do Porto Santo (Beco e Rua Brigadeiro Couceiro).